# E28

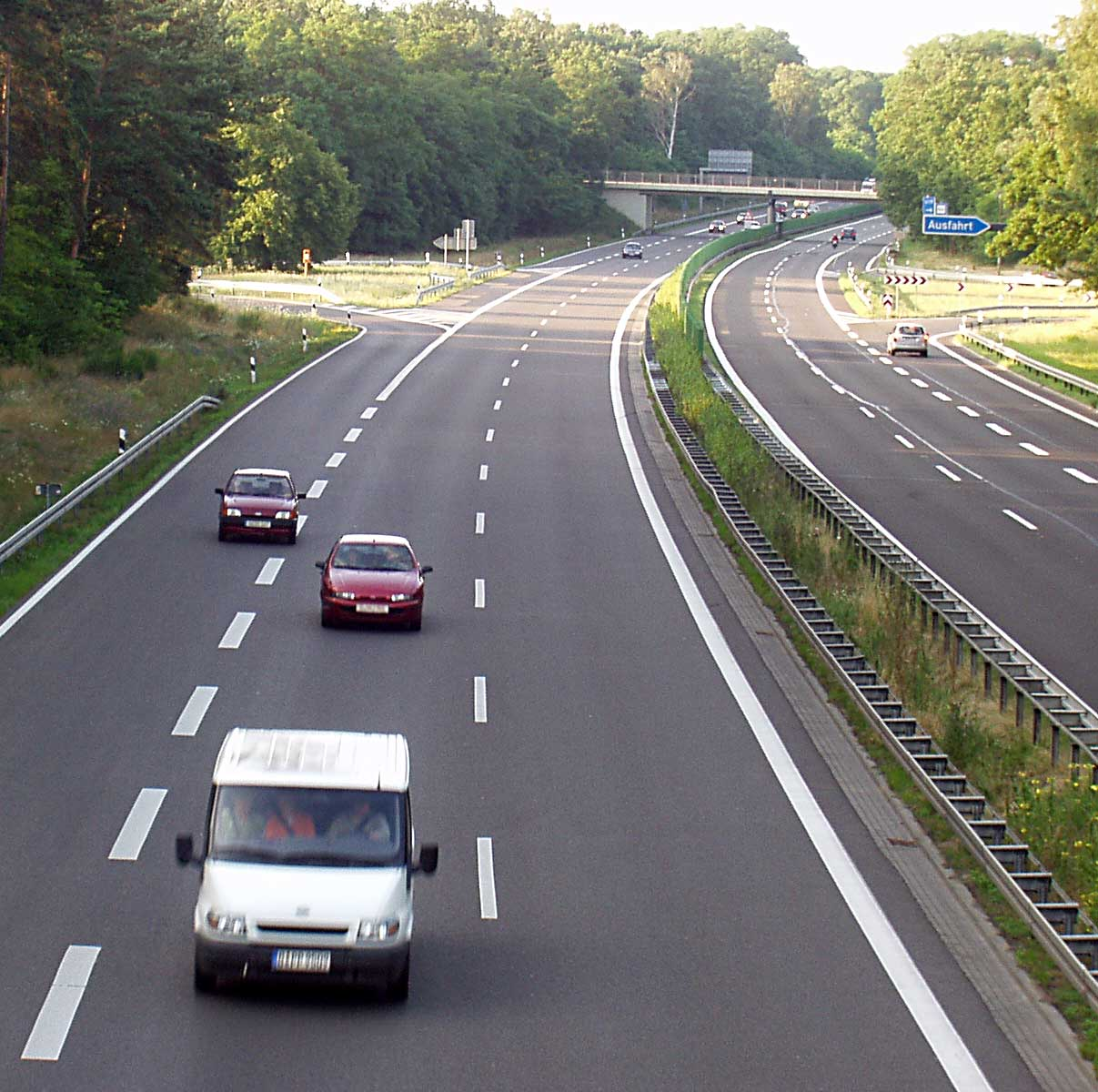
E28/A11 nära Finow i Tyskland.

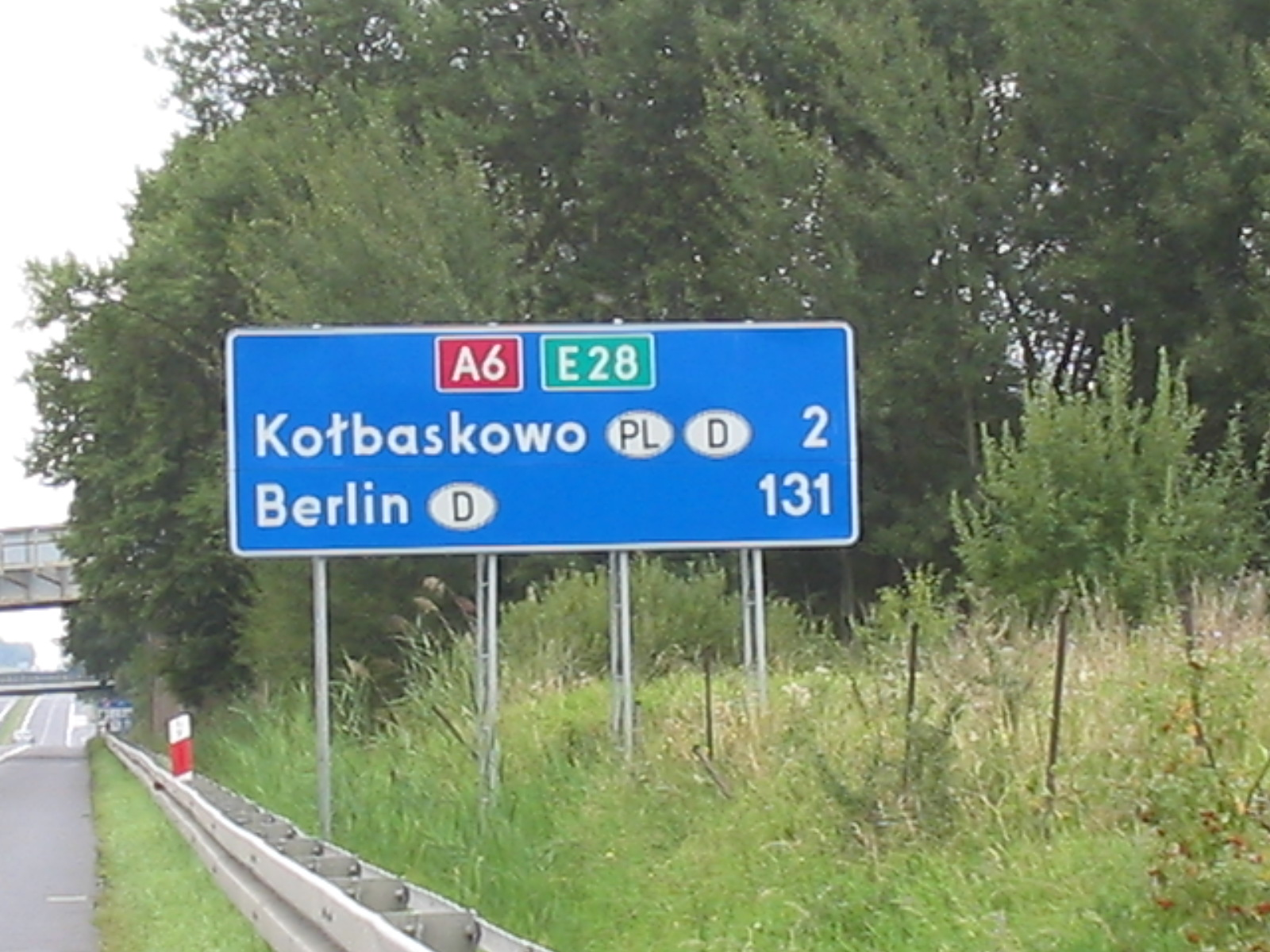
E28/A6 i Polen nära tyska gränsen.

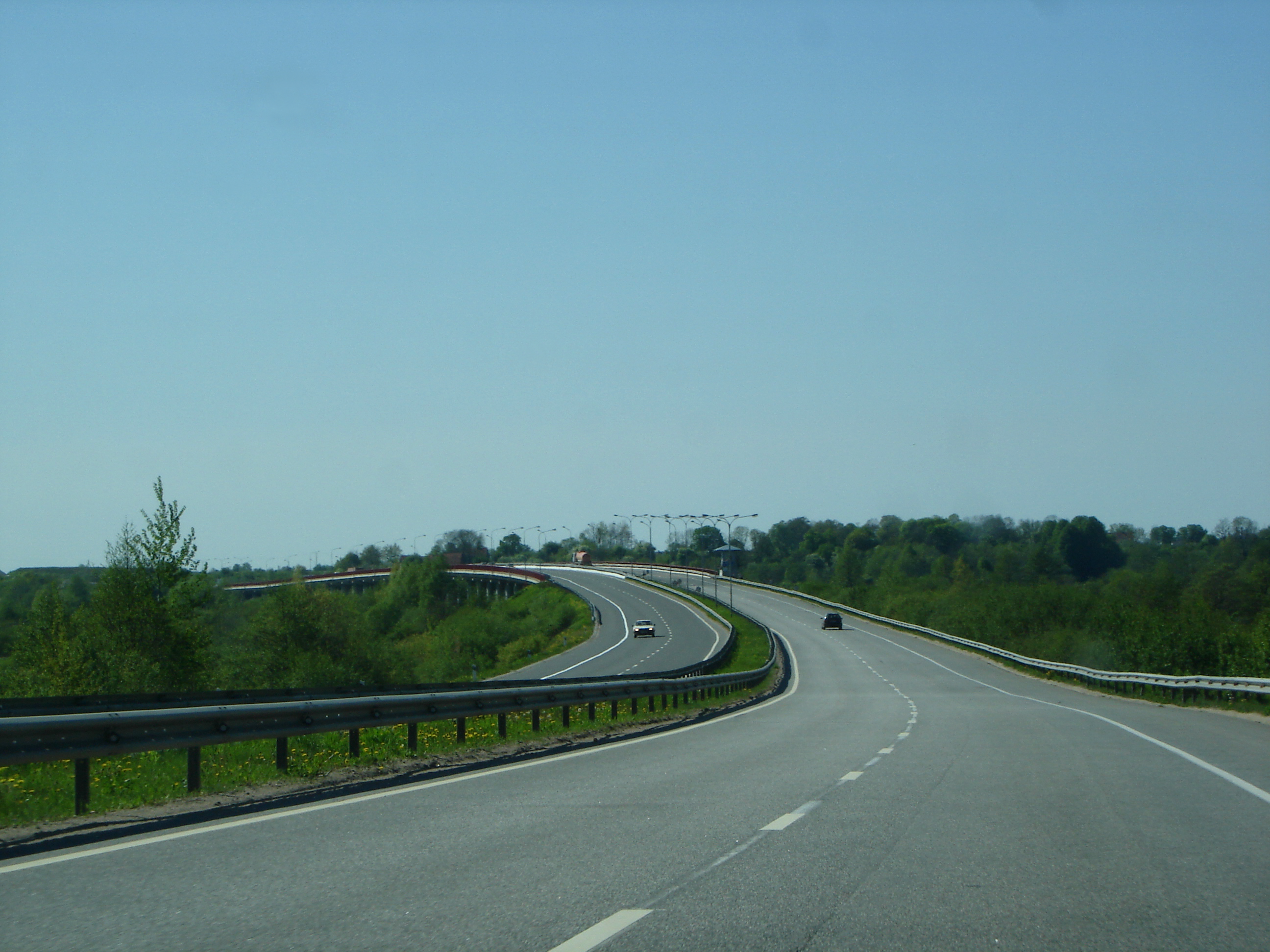
E28/A229 nära Kaliningrad, Ryssland.

E28 eller Europaväg 28 är en cirka 1 230 kilometer lång europaväg som går mellan Berlin i Tyskland och Minsk i Belarus.

## Sträckning
Berlin - (gräns Tyskland-Polen) - Szczecin - Koszalin - Gdansk - (gräns Polen-Ryssland) - Kaliningrad - Tolpaki - (gräns Ryssland-Litauen) - Marijampole - Vilnius - (gräns Litauen-Belarus) - Minsk.

## Standard
- Motorväg i Tyskland (nr 11).
- Landsväg i Polen , kort bit motorväg (nr 6, 7, 22 och 54)
- Landsväg och fyrfältsväg i Ryssland (Р516, uttalas egentligen R516).
- Landsväg i Litauen (A7, A16).
- Motorväg eller motortrafikled i Belarus.

## Anslutningar
- E55
- E26
- E75
- E77
- E67
- E272
- E30
- E271